# Estación Carrera Pinto
Carrera Pinto fue una estación ferroviaria correspondiente al Longitudinal Norte ubicada en la comuna de Copiapó, en la Región de Atacama, Chile. La estación fue construida como parte de la extensión de las vías entre el sistema de ferrocarriles de la estación Inca de Oro-estación Pueblo Hundido, lo que posteriormente conllevó a ser parte del Longitudinal Norte. Actualmente la estación no se encuentra en operaciones.

## Historia
La estación es originalmente parte de la extensión que unió a la estación Chulo y estación Inca de Oro, y por ende el sistema de ferrocarriles de la estación Inca de Oro-estación Pueblo Hundido con el ferrocarril Caldera-Copiapó. El proyecto originalmente comenzó a ser estudiado el 10 de junio de 1903, la enrieladura fue terminada el 20 de octubre de 1909 y fue inaugurado en 1910. Aunque esta estación no fue construida sino después de la inauguración de la línea, la estación fue considerada como una posibilidad. Y para 1916 ya existía la estación. Para 1922 la estación ya existía.
La estación fue suprimida mediante decreto del 6 de noviembre de 1978. Actualmente aún se encuentran en pie las obras gruesas de la estación de ferrocarriles, además de una torre de agua; la estación poseía una vía principal y dos vías locales.

## Ramal Carrera Pinto-Ingenio
También conocido como ferrocarril a Planta Dulcinea, era un ramal que se desprendía desde esta estación y que servía para transportar materiales desde la Planta procesadora de la mina Dulcinea hacia la red principal del Longitudinal Norte; la estación terminal es llamada en 1929 como Estación Ingenio.